# 前罗曼式建筑

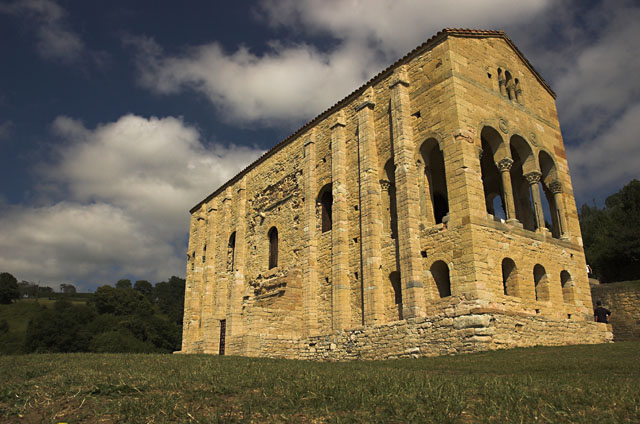
位于西班牙阿斯图里亚斯的納蘭科山聖瑪利亞教堂是前罗曼式的代表作

前罗曼式艺术与建筑（英語：Pre-Romanesque art and architecture，又译前罗马式）是指西欧历史上从莫洛温帝国兴起（约公元500年）到8世纪末的卡洛林文艺复兴以及11世纪罗马式艺术开始前一段时期中的艺术与建筑成就。该时期的主题是日耳曼风格与经典地中海风格、基督教风格的融合，并导致了11世纪罗曼式建筑的产生。

## 地方风格

### 克罗地亚

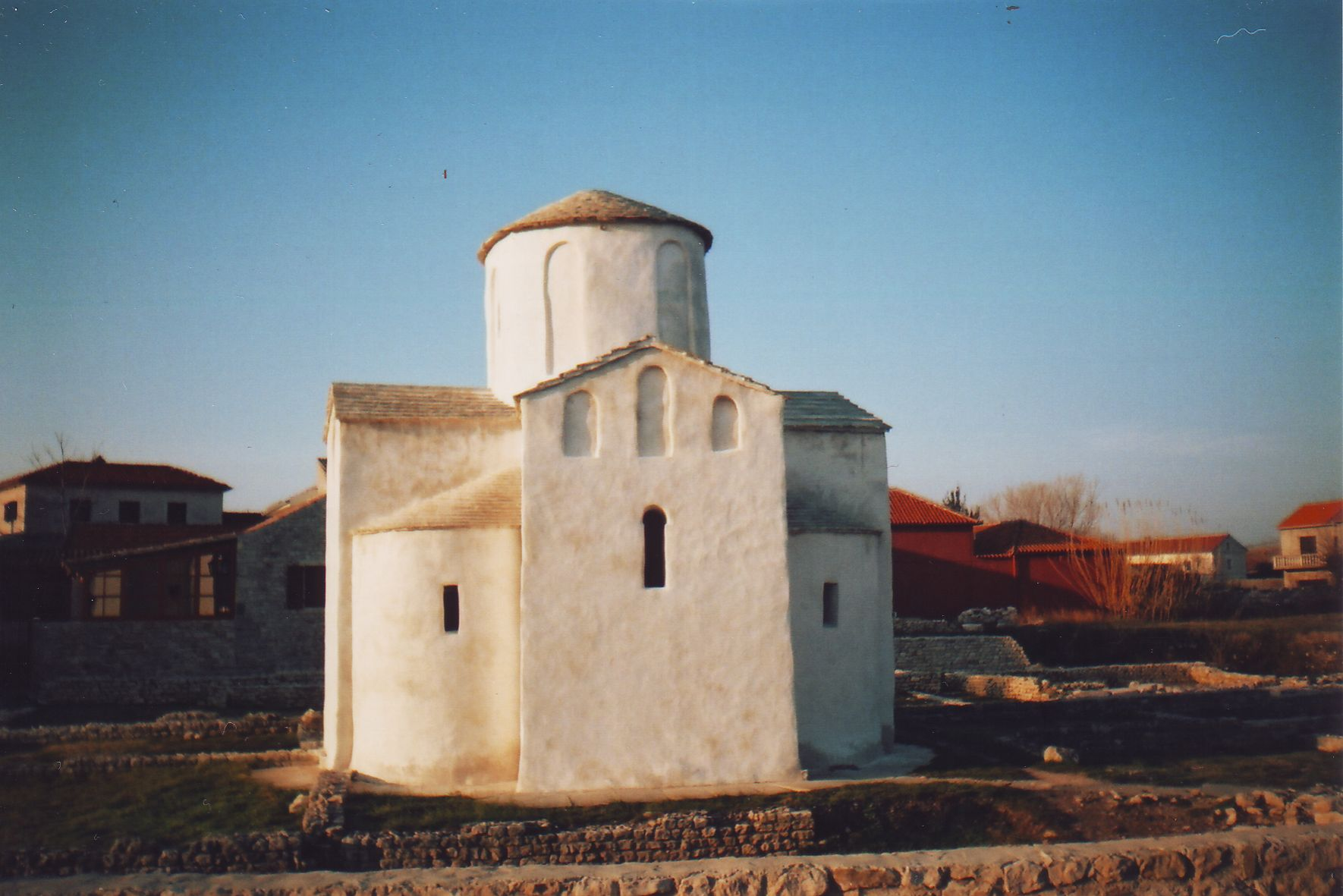
尼恩的聖十字教堂（11世纪）
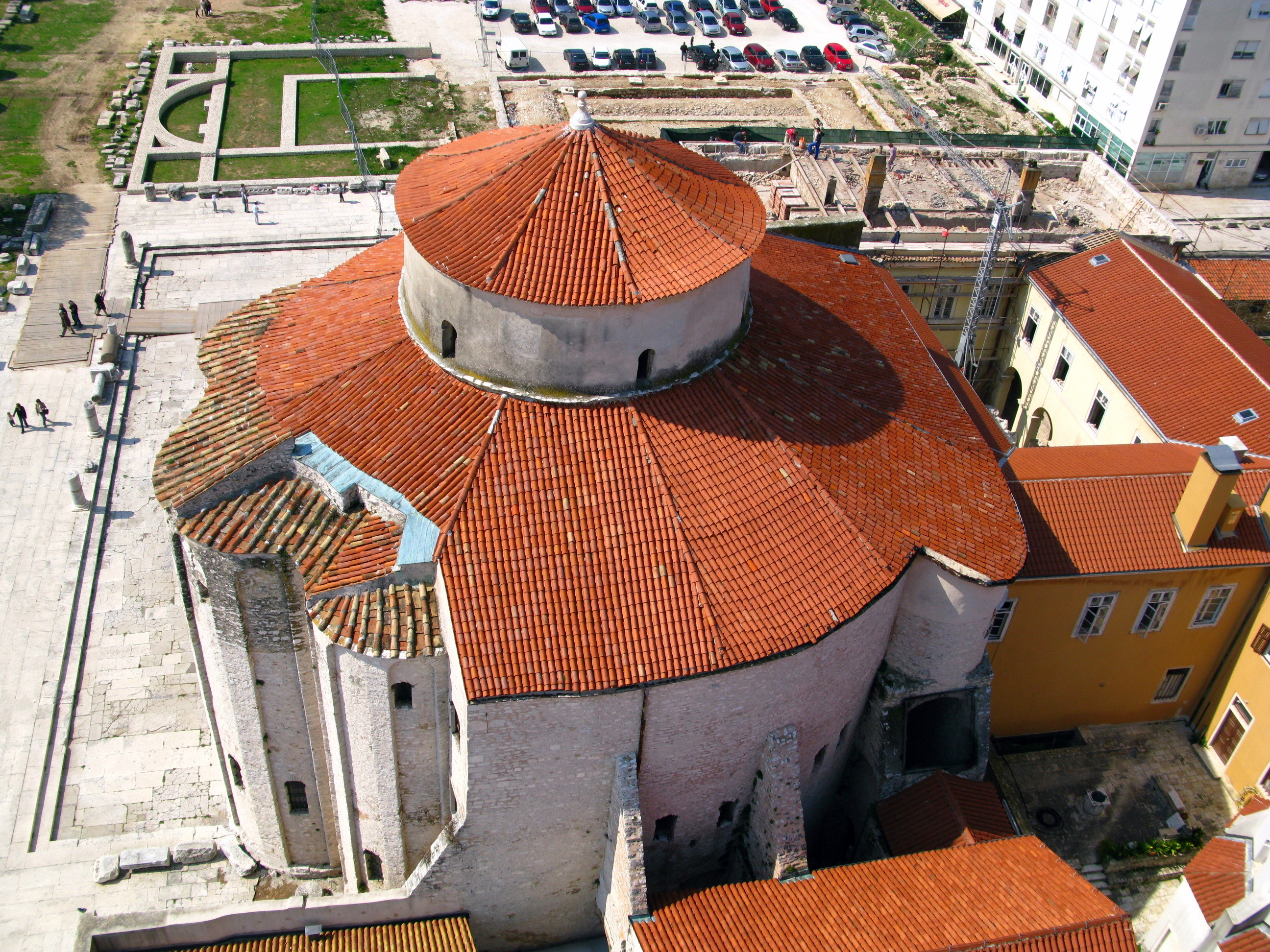
扎达尔的聖多納圖斯教堂（9世纪)
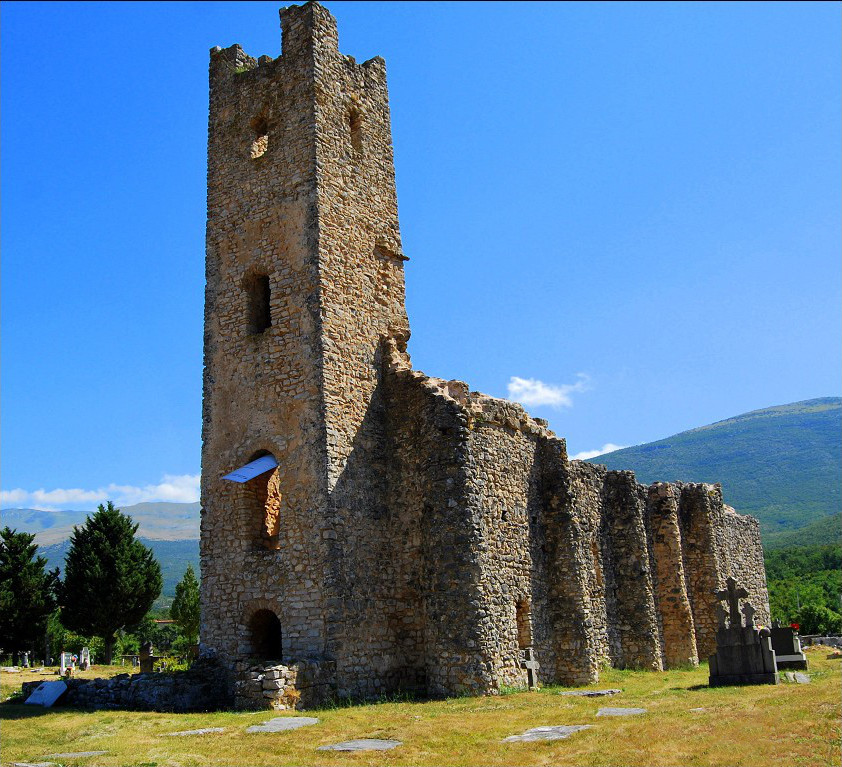
弗爾利卡的聖救恩教堂

## 延伸閲讀
- 諾曼式建築